# Валерио Бачигалупо
Валерио Бачигалупо (на италиански: Valerio Bacigalupo) е италиански футболист, вратар, част от състава на Великият Торино.

## Кариера
Бачигалупо започва кариерата си в местния Савона. След кратък престой в Дженоа той преминава в Торино, където печели Серия А четири пъти поред.
Има пет мача между 1947 и 1949 г., като прави своя старши международен дебют при победата с 3:1 над Чехословакия на 14 декември 1947 г.
По-големият брат на Валерио, Манлио Бачигалупо, също играе професионален футбол преди Втората световна война, като вратар за Дженоа и Торино. Валерио загива с по-голямата част от отбора на Торино в катастрофата в Суперга, който също така формира голяма част от италианския национален отбор по онова време, който трябва да играе на световното първенство през 1950 г.
След смъртта му, отборът, в който започва кариерата си – Савона, кръщава стадиона си на Валерио Бачигалупо.

## Отличия
Торино
- Серия А: 1945/46, 1946/47, 1947/48, 1948/49